# Chiến dịch Ngăn chặn Robot giết người

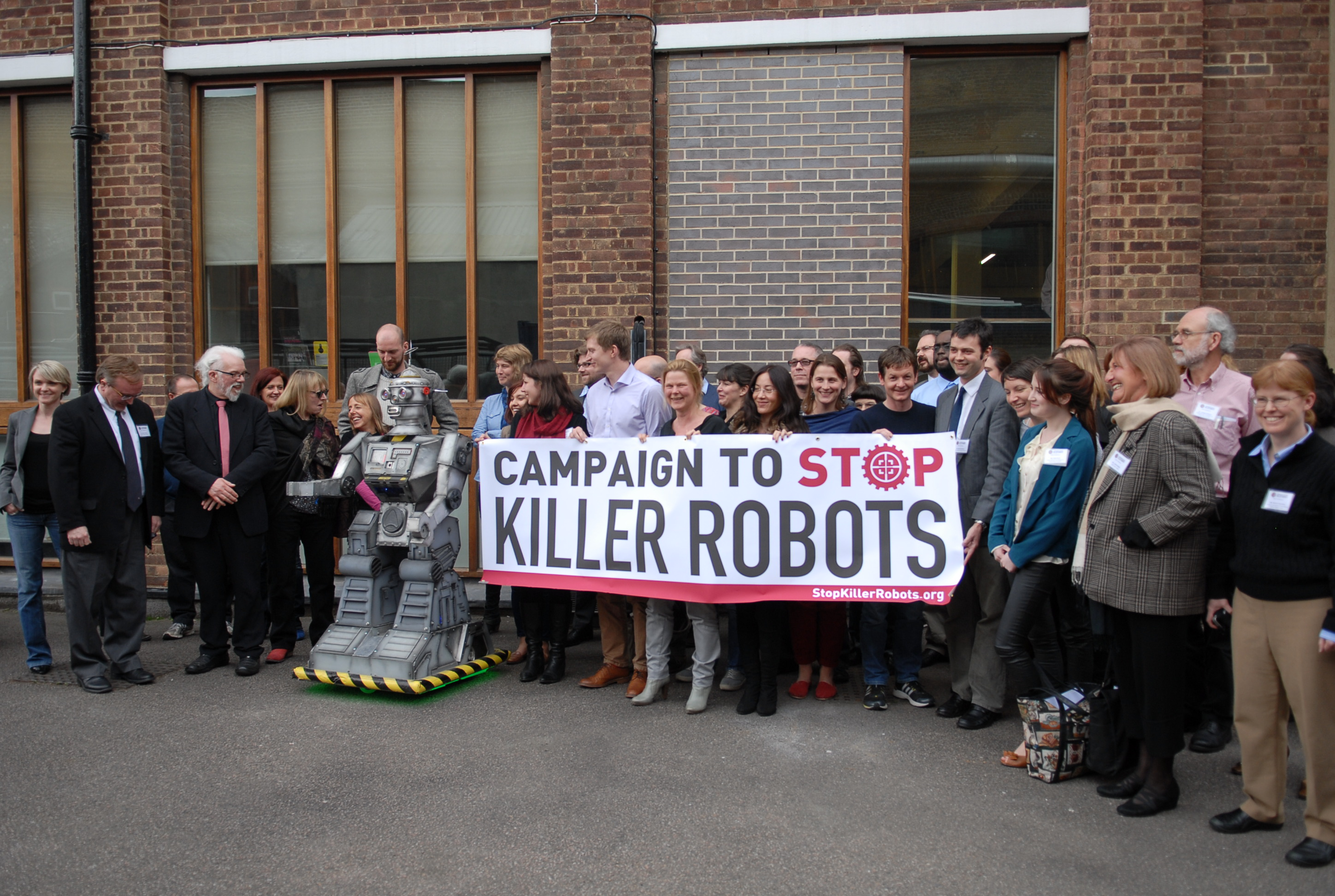
Chiến dịch Ngăn chặn Robot giết người được phát động ở London vào tháng 4 năm 2013.

Chiến dịch Ngăn chặn Robot giết người, viết tắt là CSKR (theo tiếng Anh: Campaign to Stop Killer Robots) là tổ chức quốc tế tập hợp các tổ chức phi chính phủ của những người tìm cách ngăn cấm các vũ khí sát thương tự động được sử dụng để giết người .
Tổ chức được thành lập trong cuộc gặp gỡ đầu tiên tại New York ngày 19/10/2012 . Tổ chức ra mắt lần đầu tiên vào tháng 4 năm 2013, gồm các thành viên tham gia tổ chức "Chiến dịch Ngăn chặn Robot giết người" đã kêu gọi các chính phủ và Liên Hợp Quốc ban hành chính sách ngăn cấm việc phát triển "hệ thống vũ khí sát thương tự động" (LAWS, lethal autonomous weapons systems) .
Năm 2018 Tổ chức có 76 tổ chức thành viên, gồm tổ chức quốc tế và tổ chức quốc gia ở 32 nước. Hiện chưa có thành viên Việt Nam nào tham gia tổ chức này .
Một số quốc gia phản đối các chiến dịch như vậy, như Bộ Ngoại giao Vương quốc Anh tuyên bố rằng "luật nhân đạo quốc tế đã cung cấp đầy đủ quy định cho lĩnh vực này" .

## Hoạt động
Vào tháng 7/2015 hơn 1.000 chuyên gia trong lĩnh vực trí tuệ nhân tạo đã ký một lá thư cảnh báo về mối đe dọa của một cuộc chạy đua vũ trang trong trí tuệ nhân tạo quân sự và kêu gọi cấm các vũ khí tự hành. Bức thư được trình bày tại Hội nghị quốc tế về trí tuệ nhân tạo lần thứ 24 (IJCAI-15) tại Buenos Aires, và được đồng sáng lập bởi Stephen Hawking, Elon Musk, Steve Wozniak, Noam Chomsky, người đồng sáng lập Skype Jaan Tallinn, người đồng sáng lập Google DeepMind Demis Hassabis, và nhiều người khác .
Lá thư đệ trình trong bối cảnh Liên Hợp Quốc đã bỏ phiếu đồng ý bắt đầu các cuộc thảo luận chính thức về vấn đề vũ khí sát thương tự động bao gồm thiết bị bay không người lái, xe tăng và súng máy tự động. Các học giả cảnh báo rằng việc chạy đua phát triển vũ khí sát thương tự động có thể dẫn đến cuộc cách mạng vũ khí thứ ba sau thuốc súng và vũ khí hạt nhân. "Vũ khí sát thương tự động khi được phát triển sẽ khiến xung đột vũ trang diễn ra ở quy mô chưa từng thấy với tốc độ nhanh hơn con người có thể tưởng tượng". Mặt khác các lực lượng khủng bố có thể dùng loại vũ khí này để sát hại dân thường thông qua việc dùng hoặc chiếm quyền điều khiển thiết bị .

## Các tổ chức thành viên
| Tên                                           | Tên tiếng Anh                                      |
| --------------------------------------------- | -------------------------------------------------- |
| Tổ chức Ân xá Quốc tế                         | Amnesty International                              |
| Tổ chức Người khuyết tật Quốc tế              | Handicap International                             |
| Tổ chức Theo dõi Nhân quyền                   | Human Rights Watch                                 |
| Ủy ban Quốc tế về Kiểm soát Vũ khí robot      | International Committee for Robot Arms Control     |
| Phòng Hòa bình Quốc tế                        | International Peace Bureau                         |
| Tổ chức Sáng kiến của Phụ nữ đoạt giải Nobel  | Nobel Women's Initiative                           |
| Pax Christi Quốc tế                           | Pax Christi International                          |
| Hội nghị Pugwash về Khoa học và Thế giới      | Pugwash Conferences on Science and World Affairs   |
| Liên đoàn Phụ nữ Quốc tế vì Hòa bình và Tự do | Women's International League for Peace and Freedom |